# Породица Шалабајзерић
Породица Шалабајзерић, Шалабајзерићи или у оригиналу The Hillbilly Bears  је популарни цртани филм из продукције Хана и Барбера, снимљен 1965. године, који се емитовао на РТС-у 90-их година, а чији су главни ликови породица антропоморфних медведа. Породицу чине тата медвед познат по свом мрмљаљућем говору, његова жена и ћерка Floral (код нас преведено као Зумбулка). Укупно је снимљено 26 шестоминутних епизода.
Цртани филм је остао упамћен по реплици "Проклети Крста Крстић", која се и дан данас у друштву радо цитира.